# Lords of the Boards
Lords Of The Boards – singel zespołu Guano Apes z albumu Proud Like a God wydany przez BMG w 1998 roku.

## Twórcy
- Sandra Nasić – śpiew
- Henning Rümenapp – gitara
- Stefan Ude – gitara basowa
- Dennis Poschwatta – perkusja

## Lista utworów
1. "Lords Of The Boards" - 3:43
2. "Crossing The Deadline" (live) – 3:25
3. "Lords Of The Boards" (live) – 3:22
4. "Lords Of The Boards" (bonus videoclip) – 3:40